# Alcis atschana
Alcis atschana là một loài bướm đêm trong họ Geometridae.